# Сирота из рода Чжао
«Сирота из рода Чжао» — китайская пьеса эпохи династии Юань, приписываемая драматургу XIII века Цзи Цзюньсяну. Стала первой китайской пьесой, получившей известность в Европе. Экранизирована режиссёрами Янь Цзюнем («Великая подмена», 1955) и Чэнь Кайгэ («Жертвоприношение», 2010).

## Сюжет
Действие пьесы происходит в VI веке до н. э. в царстве Цзинь. Советник правителя Туань Гу организовывает резню, в ходе которой погибают все представители рода Чжао. В живых остаётся только один младенец, сын принцессы Чжуанцзи. Врач по имени Чэн Ин, чтобы спасти ребёнка, подменяет его своим сыном, которого Ту Аньгун убивает. Теперь цель Чэн Ина — воспитать приёмыша, чтобы тот свершил месть.

## Восприятие
«Сирота из рода Чжао» стал первым китайским драматическим произведением, переведённым на европейские языки (начиная с перевода в 1731 году на французский иезуитского миссионера Жозефа Анри Мари де Премара). Перевод был адаптирован рядом драматургов. В 1755 году его впервые поставили на европейской сцене в адаптации Вольтера под названием «Китайский сирота» (фр. L'Orphelin de la Chine).